# Суперкапитализм
Декаде́нтский капитали́зм, или суперкапитали́зм — термин, имеющий несколько значений.

## Концепция, развивавшаяся в итальянском фашизме
В 1933 году Бенито Муссолини объявил то, что он назвал «суперкапитализм». Муссолини утверждал, что нынешний капитализм перерос статическую форму. Он также утверждал, что капитализм начал с динамического или героического капитализма (1830—1870), затем перешел в статическую форму (1870—1914), а потом достиг окончательного развития, известного как суперкапитализм, который начался в 1914 году.
Муссолини считал социалистическую систему государством суперкапитализма. Согласно Муссолини, существует четыре вида государственного вмешательства, первый был распространён в либеральных государствах, наиболее широко применялся при построении суперкапитализма, в большинстве случаев вмешательства дезорганизованы и спорадические. Второй тип применялся в коммунистических и суперкапиталистических государствах. Третий тип использовался в Америке, он считает это комбинацией двух первых систем вмешательства.
Муссолини утверждал, что итальянский фашизм был в пользу динамичного и героического капитализма за большой вклад в индустриализацию и технический прогресс, но отмечал, что это несовместимо с суперкапитализмом и сельским хозяйством Италии. Муссолини, критикуя суперкапитализм, сказал:
На данном этапе суперкапитализм находит своё вдохновение и его обоснование в утопии: Утопия неограниченного потребления. Идеальный суперкапитализм является стандартизацией жизни человеческой от колыбели до могилы. Суперкапитализм хочет, чтобы все дети рождались точно такой же длины, с тем чтобы колыбели можно было стандартизировать, и все дети уговорили как же игрушки. Он хочет, чтобы все люди дона же форму, чтобы прочитать ту же книгу, чтобы иметь те же вкусы в кино, и не желать того же так называемого снизить трудозатраты. Это не результат каприза. Она присуща в логике событий, ибо только так может осуществить суперкапитализм свои планы.

## Капитализм с полностью роботизированной экономикой
Также суперкапитализмом называют капитализм с полностью роботизированной экономикой, в экономике которого доля капитала в доходах стремится к 100%, а доля заработной платы к 0%.